# Еміль Сміт
Еміль Сміт (англ. Emile Smith, 27 вересня 1977) — південноафриканський хокеїст на траві.
Учасник Олімпійських Ігор 2004, 2008 років.